# Demenzsee
Der Demenzsee befindet sich im südöstlichen Teil des Landes Mecklenburg-Vorpommern an der Grenze zu Brandenburg und gehört zum Stadtgebiet der Stadt Strasburg (Uckermark).
Das Gewässer ist ein typischer Rinnensee und liegt in einem Endmoränenzug. Es entstand während der letzten Eiszeit (Weichseleiszeit) aus einer ehemaligen Schmelzwasserrinne, die sich nach dem Rückgang des Eises dauerhaft mit Wasser füllte. Der Demenzsee hat eine Länge von rund 1,06 Kilometern und eine Breite von 176 Metern. Die angrenzenden Gemeinden sind im Westen das brandenburgische Uckerland, im Osten Groß Luckow und direkt im Norden Jatznick. Die Fläche des Sees gehört jedoch zur Stadt Strasburg (Uckermark). Es handelt sich hierbei um eine Exklave. Der See ist zum Angeln ausgewiesen und beherbergt Fischarten wie Hechte, Schleie, Aale, Barsche, Blei, Rotauge, Rotfeder und Karpfen.
Der See wird  1714 als Dementzsee urkundlich genannt. In späteren Texten heißt er oft nur noch Mentzsee. Der Name leitet sich vermutlich von urslawisch *dǫti (Partizip *dчmǫ) 'blasen' ab.